# Tức Quy
Tức Quy (chữ Hán: 息妫), cũng còn gọi là Tức phu nhân (息夫人), hoặc Tức Quân phu nhân (息君夫人), là một mỹ nhân tuyệt thế xuất hiện vào thời kỳ Xuân Thu trong lịch sử Trung Quốc.
Sử kể rằng, bà trước là phu nhân của quân chủ nước Tức, về sau do có hiềm khích với vua nước Sái, Tức hầu và Sái hầu đều nhờ đến Sở Văn vương can thiệp. Thế rồi, Sái hầu khiến Sở vương diệt nước Tức, và bà cũng trở thành Vương hậu của Sở Văn vương. Tương truyền, Tức Quy vẻ đẹp diễm lệ, má tựa hoa đào, truyện thuyết còn cho rằng bà cùng chồng tự sát sau khi bị Sở Văn vương đàn áp ngay lúc hoa đào nở, nên nhân gian thường bà gọi là Đào Hoa phu nhân (桃花夫人).
Vì vẻ đẹp hiếm có và câu chuyện bi kịch về nhan sắc, về sau người ta thường liệt Tức Quy vào một trong Xuân Thu tứ đại mỹ nữ (春秋四大美女), bên cạnh Hạ Cơ, Văn Khương và Tây Thi.

## Câu chuyện

### Tức vong quy Sở
Sách Tả truyện chép, Tức Quy vốn họ Quy (妫姓), là người nước Trần, sử cũ không cho biết cha mẹ bà là ai, có thuyết là Trần Trang công vì cách gọi quốc tính của một nước chỉ dùng cho con của vị Vua nước đấy, mà ở đây họ Quy là họ Vua nước Trần. Khi trưởng thành, Tức Quy và người chị là Sái Quy (蔡妫) được gả đến hai nước Tức và Sái.
Năm Trần Tuyên công thứ 9 và Sở Văn vương thứ 6 (684 TCN), anh rể của Tức Quy là Sái Ai hầu và vợ chồng bà đều sang nước Trần. Khi trở về, Tức Quy đi qua nước Sái. Sái Ai hầu tiếp đón nhưng tỏ thái độ thất lễ với bà khiến Tức hầu nổi giận. Tuy nhiên, do nước Tức nhỏ bé không thể làm gì nước Sái, nên Tức hầu phái người đến nói với Sở Văn vương hãy đánh nước Tức, nước Tức sẽ cầu cứu Sái, nhân đó quân Sở có thể đánh được nước Sái. Sở Văn vương nghe lời Tức hầu, mang quân đánh nước Tức. Tức hầu cầu cứu Sái Ai hầu. Quả nhiên, Sái Ai hầu mang quân cứu nước Tức, không chống nổi quân Sở, liền bị Sở Văn vương bắt sống và giam cầm ở Sở.
Năm Sở Văn vương thứ 10 (680 TCN), Sái Ai hầu bị cầm tù ở Sở được 4 năm, căm giận Tức hầu, bèn tán tụng sắc đẹp của Tức Quy với Sở Văn vương. Sở Văn vương ham sắc Tức phu nhân, bèn mang quân đánh diệt nước Tức để đoạt lấy Tức Quy, Tức hầu thua trận, bị bắt làm lính canh cổng. Sau đó, Sở Văn vương thả Sái hầu về nước. Sau khi về nước Sở, Tức Quy được Sở vương hết lòng sủng ái yêu quý. Ở trong cung Sở được 3 năm, Tức Quy sinh được hai con là Hùng Gian và Hùng Uẩn. Theo truyền thuyết, Tức Quy từ khi lấy Sở Văn vương thì rất ít nói, Sở Văn vương hỏi nguyên nhân, bà mới trả lời rằng: 「"Thiếp thân là nữ tử, mà bị bách lấy hai đời chồng, đã không biết giữ tiết mà chết, lại còn mặt mũi nào nói chuyện với ai nữa"」. Sở Văn vương muốn lấy lòng Tức Quy, bèn mang quân đánh Sái, thế là Sái Ai hầu một lần nữa bị bắt rồi chết ở nước Sở.

### Loạn Tử Nguyên
Năm Sở Văn vương thứ 15 (675 TCN), sau khi đánh bại nước Hoàng thì Sở Văn vương bị bệnh và mất vào tháng 6 năm đó. Con trưởng của Văn vương với bà là Hùng Gian lên nối ngôi, tức là Sở Đổ Ngao. Tuy nhiên 3 năm sau, Đổ Ngao bị em là Hùng Uẩn giết chết để cướp ngôi, tức Sở Thành vương. Do Sở Thành vương còn nhỏ, nên triều chính do em Văn vương là Lệnh doãn Tử Nguyên quyết định. Thời Tiên Tần, trước khi có sự xuất hiện của Tuyên Thái hậu nhà Tần thì quả phụ của các Vương đều không được tôn làm Thái hậu, mà lấy thụy hiệu của Tiên vương đặt trước tôn hiệu để gọi. Vì thế, Tức Quy được gọi là Văn phu nhân (文夫人).
Năm Sở Thành vương thứ 6 (666 TCN), Tử Nguyên ham mê sắc đẹp của Tức Quy, bèn cho xây một ngôi nhà bên cạnh hồ, ngày đêm vũ nhạc múa hát. Tức Quy thấy thế, không bằng lòng, bảo: 「"Tiên quân ta (ý nói Sở Văn vương) ngày xưa chăm lo luyện tập binh sĩ, làm cho chư hầu đều thần phục. Bây giờ quân Sở ta đã mười năm nay, chưa tiến được Trung Nguyên, thế mà quan Lệnh doãn nay không nghĩ những điều xấu hổ ấy lại bày việc đờn ca, hát xướng bên cung gái góa này, thật lạ lùng làm sao!"」. Tử Nguyên nghe thấy thế thì xấu hổ, nói: 「"Một người đàn bà còn biết đại cuộc, thế mà ta lại quên mất!"」.
Năm thứ 8 (664 TCN), Tử Nguyên bèn đem quân đánh nước Trịnh, nhưng quân nước Tống đến cứu nên phải rút lui. Không bao lâu sau, Tử Nguyên bị đại thần Đấu Ban giết chết, cha ông là Đấu Cốc Ô Thố thay thế địa vị Lệnh doãn. Về sau không rõ Tức Quy mất năm nào.

## Truyền thuyết
Liệt nữ truyện của Lưu Hướng thời Tây Hán chép khác với Tả truyện về số phận của bà. Sau khi diệt nước Tức, Sở Văn vương cưới Tức Quy rồi bắt Tức hầu làm quan giữ thành. Sau đó, nhân vua Sở đi khỏi kinh đô, Tức Quy lén gặp Tức hầu, sau đó cả hai cùng tự sát. Đây là câu chuyện phổ biến hơn về bà, và người đời sau đều cảm khái sự bi kịch của bà nên rất tán thưởng. Nguyên văn từ Liệt nữ truyện:
| “                                                          | 夫人者，息君之夫人也。楚伐息，破之。虜其君，使守門。將妻其夫人，而納之於宮。楚王出遊，夫人遂出見息君，謂之曰：「人生要一死而已，何至自苦！妾無須臾而忘君也，終不以身更貳醮。生離於地上，豈如死歸於地下哉！」乃作詩曰：「穀則異室，死則同穴。謂予不信，有如皦日。」息君止之，夫人不聽，遂自殺，息君亦自殺，同日俱死。楚王賢其夫人，守節有義，乃以諸侯之禮合而葬之。君子謂夫人說於行善，故序之於詩。夫義動君子，利動小人。息君夫人不為利動矣。詩云：「德音莫違，及爾同死。」此之謂也。 . Phu nhân, là vợ của Tức quân. Sở phạt Tức, phá được, cầm tù được Tức quân, sai giữ cổng, mà phu nhân bị nạp vào cung Sở. Nhân khi Sở vương xuất cung du ngoạn, phu nhân lén đến gặp Tức quân, nói: 「"Cả đời chỉ có 1 lần chết, hà cớ tự đày đọa mình! Thiếp không cầu an bình mà phải quên đi ngài, càng không muốn cái tiếng 1 đời thờ 2 chồng. Khi sinh ra là tách khỏi đất trời, há chẳng phải chết đi sẽ toại ý quay về sao!"」, sau lại viết một bài tho: 「"Cốc tắc dị thất, tử tắc đồng huyệt. Vị dư bất tín, hữu như kiểu nhật"」. Tức quân cản lại, phu nhân không nghe mà tự sát, rồi Tức quân cũng tự sát. Sở vương về, cảm khái phu nhân thủ tiết hữu nghĩa, lấy lễ chư hầu mà an táng vậy. Bậc quân tử nói phu nhân thuyết vu hành thiện, đều là ở trong lời thơ. Phu nghĩa động quân tử, lợi động tiểu nhân. Tức Quân phu nhân không vì lợi mà động. Thi vấn: 「"Đức âm mạc vi, cập nhĩ đồng tử"」, chính là ý đó vậy. | ” |
| — Quyển 4: Trinh thuận - Tức Quân phu nhân, Liệt nữ truyện | |   |

Dân gian lưu truyền ngay khi bà qua đời là khoảng tháng 3, cũng là lúc hoa đào nở rộ, vì vậy dân gian còn suy tôn bà làm Tam nguyệt Đào Hoa thần (三月桃花神). Tại Hán Dương, tỉnh Hồ Bắc vẫn còn thấy miếu tế của bà, và cũng là một danh lam thắng cảnh đặc sắc của khu vực này. Ngày nay tại Hà Nam, huyện Tức, là địa phận cũ của nước Tức, có một bức tượng để tưởng nhớ đến bà.

## Thi ca nghệ thuật
Về sau, các tao nhân mặc khách đều rất cảm khái về Tức phu nhân, nên không ít người làm nhiều bài thơ về bà. Đại thi nhân nhà Đường là Vương Duy có làm bài Tức phu nhân, trong đó viết:
| Nguyên văn ... 莫以今时宠, 能忘旧日恩。 看花满眼泪， 不共楚王言。 | Phiên âm ... Mạc dĩ kim thì sủng， Năng vong cựu nhật ân。 Khán hoa mãn nhãn lệ， Bất cộng sở vương ngôn。 | Dịch thơ ... Đâu phải vì sự sủng ái bây giờ, Mà có thể quên được ân tình ngày xưa. Ngắm hoa mà lệ chứa chan đôi mắt, Không nói một lời nào với vua nước Sở. |

Thi nhân Đỗ Mục cũng có bài Đề Đào Hoa phu nhân miếu (題桃花夫人廟) để cảm khái về bà. Đỗ Mục so sánh việc bà tuy được Sở vương sủng ái nhưng không hề mở miệng, với hành động nhảy lầu của nàng Lục Châu mà viết nên bài này.
| Nguyên văn ... 細腰宮裡露桃新， 脈脈無言幾度春。 至竟息亡緣底事？ 可憐金谷墜樓人。 | Phiên âm ... Tế yêu cung lý lộ đào tân, Mạch mạch vô ngôn kỷ độ xuân. Chí cánh Tức vong duyên để sự? Khả liên Kim Cốc truỵ lâu nhân. | Dịch thơ ... Trong cung eo nhỏ, đào tơ mơn mởn ngậm sương. Lặng lẽ không nói đã biết bao mùa xuân. Rốt cuộc vì sao mà nước Tức bị mất? Đáng thương cho người gieo lầu ở vườn Kim Cốc. |